# Dritëro Agolli
Dritëro Agolli (født 13. oktober 1931 i Menkulas i nærheden af Korça, død 3. februar 2017) var en albansk forfatter. 
Han gik i gymnasiet i Gjirokastra og fik journalistisk uddannelse i Leningrad i 1950'erne. 
Han var kommunist i Hoxha-perioden. I nogle år var han journalist på partiavisen Zëri i Popullit. Han debuterede som skønlitterær forfatter i 1958 og var formand for den albanske forfatterforening fra 1973 til 1992. 
Efter Hoxha-styrets sammenbrud og etableringen af demokratiet i begyndelsen af 1990'erne blev han medlem af Socialistpartiet. Han var medlem af Parlamentet for dette parti.
Han har skrevet digte, noveller, romaner og artikler. 
På albansk foreligger bl.a.: Në Macka Shtet, Arka e djallit og Komiser Memo. 
På dansk foreligger: Manden med kanonen (1987).

## Artikler af og interview med Dritëro Agolli
- Proletarian Partisanship and Some of its Aspects of the Waging of the Class Struggle Arkiveret 12. marts 2007 hos  Wayback Machine, 1979. (Om den socialistiske litteraturopfattelse i 1970'erne med udfald mod 'borgerlige' og 'revisionistiske' opfattelser), hentet 21. september 2014, (engelsk).
- Literature and Arts towards a New Qualitative Leap Arkiveret 12. marts 2007 hos  Wayback Machine, 1983. (Om den socialistiske litteraturopfattelse i den sidste del af Hoxha-perioden), hentet 21. september 2014, (engelsk).
- Some Features of the Albanian Novel Arkiveret 12. marts 2007 hos  Wayback Machine, 1984. (Bl.a. om nogle af Ismail Kadarés romaner), hentet 21. september 2014, (engelsk).
- Rethinking the past. Interview in Tirana Times Arkiveret 15. marts 2007 hos  Wayback Machine, august 2006. (Om Hoxha-perioden, nutiden og Agollis egen situation), hentet 21. september 2014, (engelsk).